# 19 مارس
- السبت
- الأحد
- الاثنين
- الثلاثاء
- الأربعاء
- الخميس
- الجمعة

- 11 رمضان 1446  هـ
- 22 رمضان 1446  هـ
- 33 رمضان 1446  هـ
- 44 رمضان 1446  هـ
- 55 رمضان 1446  هـ
- 66 رمضان 1446  هـ
- 77 رمضان 1446  هـ
- 88 رمضان 1446  هـ
- 99 رمضان 1446  هـ
- 1010 رمضان 1446  هـ
- 1111 رمضان 1446  هـ
- 1212 رمضان 1446  هـ
- 1313 رمضان 1446  هـ
- 1414 رمضان 1446  هـ
- 1515 رمضان 1446  هـ
- 1616 رمضان 1446  هـ
- 1717 رمضان 1446  هـ
- 1818 رمضان 1446  هـ
- 1919 رمضان 1446  هـ
- 2020 رمضان 1446  هـ
- 2121 رمضان 1446  هـ
- 2222 رمضان 1446  هـ
- 2323 رمضان 1446  هـ
- 2424 رمضان 1446  هـ
- 2525 رمضان 1446  هـ
- 2626 رمضان 1446  هـ
- 2727 رمضان 1446  هـ
- 2828 رمضان 1446  هـ
- 2929 رمضان 1446  هـ
- 301 شوال 1446  هـ
- 312 شوال 1446  هـ
- 13 شوال 1446  هـ
- 24 شوال 1446  هـ
- 35 شوال 1446  هـ
- 46 شوال 1446  هـ

19 مارس أو 19 آذار أو يوم 19 \ 3 (اليوم التاسع عشر من الشهر الثالث) هو اليوم الثامن والسبعون (78) من السنة البسيطة، أو اليوم التاسع والسبعون (79) من السنوات الكبيسة وفقًا للتقويم الميلادي الغربي (الغريغوري). يبقى بعده 287 يوما لانتهاء السنة.

## أحداث

### ما قبل عام 1600
- 1277 – تم إبرام المعاهدة البيزنطية الفينيسية عام 1277، والتي نصت على هدنة لمدة عامين وتجديد الامتيازات التجارية الفينيسية في الإمبراطورية البيزنطية.[1]
- 1279 – انتصار المغول في معركة يامن ينهي حكم أسرة سونغ في الصين.
- 1284 – قانون رودلان يدمج إمارة ويلز في إنجلترا.[2]
- 1452 – فريدريك الثالث من هابسبورغ هو آخر إمبراطور روماني مقدس توج وفقًا للتقاليد العصور الوسطى في روما من قبل البابا نيكولاس الخامس.[3]
- 1563 – توقيع مرسوم أمبواز، الذي أنهى المرحلة الأولى من الحروب الدينية الفرنسية ومنح بعض الحريات للهوجينوت.

### 1601–1900
- 1649 – مجلس العموم في إنجلترا يقر قانونًا يلغي مجلس اللوردات، معلنًا أنه "غير مفيد وخطير على شعب إنجلترا".
- 1687 – المستكشف روبرت كافيلير دي لا سال، الذي كان يبحث عن مصب نهر المسيسيبي، قُتل على يد رجاله.
- 1808 – تشارلز الرابع، ملك إسبانيا، يتنازل عن العرش بعد أعمال شغب وثورة شعبية في قصر أرانخويث الشتوي. ابنه فرديناند السابع يتولى العرش.[4]
- 1812 – مجلس قادس يصدر الدستور الإسباني لعام 1812.
- 1824 – غادر المستكشف الأمريكي بنيامين موريل القارة القطبية الجنوبية بعد رحلة شابتها لاحقًا مزاعم بالاحتيال.[5]
- 1831 – أول عملية سرقة موثقة لبنك في تاريخ الولايات المتحدة، عندما سرق اللصوص 245 ألف دولار (بقيمة 1831) من بنك سيتي ( سيتي بنك حاليًا) في وول ستريت.[6] تم استرداد معظم الأموال.
- 1865 – الحرب الأهلية الأمريكية : بداية معركة بنتونفيل. وبحلول نهاية المعركة بعد يومين، كانت القوات الكونفدرالية قد تراجعت من فور أوكس، بولاية كارولينا الشمالية.
- 1885 – أعلن لويس ريل حكومة مؤقتة في ساسكاتشوان، مما أدى إلى اندلاع ثورة الشمال الغربي.

### 1901–حتى الآن
- 1918 - الكونغرس الأمريكي يُؤكد مناطق زمنية ويمتد على وقت ضوء النهار.
- 1920 - -أجل الشيوخ الأمريكي يرفض معاهدة فيرساي للمرة الثانية (المرة الأولى كانت في 19 نوفمبر 1919).
- 1921 - حرب الاستقلال الأيرلندية: واحدة من أكبر المشاركات في الحرب تجري في كروسبيري، مقاطعة كوك. نحو 100 متطوع في الجيش الجمهوري الإيرلندي (IRA) يهربون من محاولة أكثر من 1300 قوة بريطانية لتحيط بهم.
- 1931 - الحاكم فريد بلزار يوقع مشروع قانون يسمح بالقامرة في نيفادا.
- 1932 - تم افتتاح جسر سيدني هاربور.[7]
- 1943 - فرانك نيتي رئيس شيكاغو للملابس بعد آل كابون يقتل نفسه في شيكاغ سنترال ريلارد.
- 1944 - الحرب العالمية الثانية: الجهاز الألماني يحتل المجر.
- 1945 - الحرب العالمية الثانية: قبالة ساحل اليابان، ضرب قاذف غوص حاملة الطائرات USS فرانكلين، مما أسفر عن مقتل 724 من طاقمها. تُضررتُ السفن بشدة، ويمكن أن تعود إلى الولايات المتحدة تحت قوتها الخاصة.
- 1945 - الحرب العالمية الثانية: أصدرت أدولف هتلر "قرار نيرون" الذي أمر بتدمير جميع الصناعات والمنشآت العسكرية والمتاجر ومرافق النقل ومرافق الاتصالات في ألمانيا.
- 1946 - أصبحت غيانا الفرنسية وغوادولوبا ومارتينيك وريونيون ووزارات خارج البحر لفرنسا.
- 1962 - انتهت حرب الاستقلال الجزائرية.
- 1964 - أكثر من 500 ألف برازيلي يحضرون مسيرة العائلة مع الله من أجل الحرية احتجاجا على حكومة جوأو جواريت ومعارضة الشيوعية.
- 1965 - اكتشف الغواص المراهق والرائد الآثري تحت الماء إيه لي سبنس، الذي كان قد اكتشف حطام السفينة الجورجيانا، التي تقدر قيمتها بأكثر من 50 مليون دولار ويقال أنها كانت أقوى سفينة تابعة للاتحاد، بعد 102 عامًا بالضبط من تدميرها.
- 1969 - قاعدة تلفزيونية بطول 385 متر في محطة إيملي مور الإرسائية في المملكة المتحدة تنهار بسبب تراكم الجليد.
- 1982 - حرب جزر فوكلاند: الهبوط من قبل القوات الأرجنتينية في جزيرة جورجيا الجنوبية مما أدى إلى حرب مع المملكة المتحدة.
- 1989 - رفع العلم المصري في طبا مما يشير إلى نهاية الاحتلال الإسرائيلي منذ حرب الأيام الستة في عام 1967 ومعاهدة السلام بين مصر وإسرائيل في عام 1979.
- 1990 - بدأت الاشتباكات العرقية في تارغو موريش بعد أربعة أيام من ذكرى الثورات في 1848 في الإمبراطورية النمساوية.
- 1998 - تحطم طائرة أريانا أفغانية طيران بوينغ 727 في طريقها إلى مطار كابول الدولي مما أسفر عن مقتل جميع 45 على متن الطائرة.[8]
- 2003 - الرئيس الأمريكي جورج بوش يتحدث إلى الأمة، وإعلان غزو العراق.[9]
- 2003 - اختيار محمود عباس رئيسًا لوزراء السلطة الوطنية الفلسطينية.
- 2004 - قضية كاتالينا: تم استرداد طائرة سويدية DC-3 التي أسقطتها طائرة ميج-15 السوفيتية في عام 1952 فوق البحر البلطيق أخيرا بعد سنوات من العمل.
- 2004 - 19 مارس حادثة إطلاق النار: صدر جمهورية الصين (تايوان) تشين شوي بين يطلق عليه النار قبل الانتخابات الرئاسية في البلاد في 20 مارس.
- 2008 - انفجار أشعة غاما 080319B: تم رصد انفجار كوني هو أبعد كائن مرئي بالعين العارية.
- 2010 - الرئيس المصري محمد حسني مبارك يصدر قرارًا بتعيين الدكتور أحمد الطيب شيخًا للأزهر خلفًا للشيخ الراحل محمد سيد طنطاوي.
- 2011 - إجراء استفتاء تعديل الدستور في مصر وذلك بعد ثورة 25 يناير.
- 2011 - الحرب الأهلية الليبية: بعد فشل قوات معمر القذافي في الاستيلاء على بنغازي، أطلقت القوات الجوية الفرنسية عملية هرماتان، وبدأت بالتدخل العسكري الأجنبي في ليبيا.
- 2013 - سلسلة من التفجيرات والإطلاق النار تقتل 98 شخصا على الأقل وإصابة 240 آخرين في جميع أنحاء العراق.
- 2016 - تحطم طائرة فليدوباي 981 أثناء محاولة الهبوط في مطار روستوف على الدون الدولي، مما أسفر عن مقتل جميع الـ 62 على متن الطائرة.
- 2016 - حدث انفجار في ساحة تكسم في إسطنبول، تركيا، مما أسفر عن مقتل خمسة أشخاص وإصابة 36 آخرين.
- 2018 - إعادة انتخاب فلاديمير بوتين لولاية رابعة بتأييد 76% من الأصوات في انتخابات الرئاسة الروسية.
- 2019 - استقال أول رئيس لـ كازاخستان، نورصلطان نازربايف، من منصبه بعد ما يقرب من ثلاث عقود، تاركا رئيس -أجل الشيوخ كاسم جومارت توكايف كمنصب الرئيس وخليفه.[10]
- 2023 - تتوسط الحكومة السويسرية صفقة لشركة "أوبس" لشراء "كريدي سويس" المنافسة في محاولة لتهدئة الأزمة المصرفية لعام 2023.[11]

## مواليد
- 1812 - ديفيد ليفينغستون، مستكشف اسكتلندي.
- 1821 - ريتشارد فرانسيس برتون، مستشرق ومستكشف إنجليزي.
- 1858 - أحمد مفتاح العماري، شاعر وناثر مصري.
- 1860 - وليام جيننغز بريان، وزير خارجية الولايات المتحدة.
- 1883 - ولتر هاوارث، عالم كيمياء بريطاني حاصل على جائزة نوبل في الكيمياء عام 1937.
- 1900 - فردريك جوليو-كوري، عالم فيزياء فرنسي حاصل على جائزة نوبل في الكيمياء عام 1935.
- 1903 - عبد الله بن عمر بن دهيش، فقيه حنبلي وقاضي سعودي.
- 1905 - ألبرت شبير، مهندس معماري وسياسي ألماني.
- 1906 - أدولف أيخمان، أحد مسؤولي الرايخ الثالث.
- 1913 - عبد العليم خطاب، ممثل ومخرج مصري.
- 1937 - ايكون كرينز، آخر رؤساء ألمانيا الشرقية.
- 1938 - قطقوطة، ممثلة وراقصة مصرية.
- 1940 - باربرا فرانكلين، سياسية من الولايات المتحدة الأمريكية.
- 1943 -
  - ماريو مولينا، عالم كيمياء مكسيكي حاصل على جائزة نوبل في الكيمياء عام 1995.
  - ماريو مونتي، رئيس وزراء إيطاليا.
  - عمر بطيشة، شاعر وإذاعي مصري.
- 1947 - غلين كلوز، ممثلة أمريكية.
- 1951 - سامح الصريطي، ممثل مصري.
- 1955 - بروس ويليس، ممثل أمريكي.
- 1961 - ليلى غفران، مغنية مغربية.
- 1963 - ماجد المصري، ممثل مصري.
- 1966 - نشوى مصطفى، ممثلة مصرية.
- 1972 - روي كوستا، لاعب كرة قدم برتغالي.
- 1974 - وسام صباغ، ممثل ومذيع لبناني.
- 1976 - ألساندرو نيستا، لاعب كرة قدم إيطالي.
- 1979 -
  - إيفان ليوبيسيتش، لاعب كرة مضرب كرواتي.
  - كريستوس باتساتزوغلو، لاعب كرة قدم يوناني.
- 1981 - كولو توريه، لاعب كرة قدم إيفواري.
- 1982 - برادلي جونز، لاعب كرة قدم أسترالي.
- 1984 - توفيق شهاب، ممثل صوت لبناني
- 1987 - هنادي الكندري، ممثلة كويتية.
- 1989 - شوق، ممثلة كويتية.

## وفيات
- 1406 - ابن خلدون، مؤسس علم الإجتماع.
- 1687 - روبير دو لا سال، مستكشف فرنسي.
- 1930 - آرثر جيمس بلفور، رئيس وزراء المملكة المتحدة وصاحب وعد بلفور.
- 1950 - ولتر هاوارث، عالم كيمياء بريطاني حاصل على جائزة نوبل في الكيمياء عام 1937.
- 1969 - محمود الملاح، لغوي عراقي.
- 1987 -
  - نجوى سالم، ممثلة مصرية.
  - لويس دي بروي، عالم فيزياء فرنسي حاصل على جائزة نوبل في الفيزياء عام 1929.
- 1990 - عليا، مغنية تونسية.
- 1997 - شكري سرحان، ممثل مصري.
- 2008 - آرثر سي كلارك، روائي ومخترع بريطاني.
- 2011 - محمد نبوس، صحفي ليبي.
- 2015 - سليمان محمد الحماد، شاعر وكاتب قصصي ومسرحي سعودي.
- 2017 - السيد ياسين، كاتب ومفكر سياسي واجتماعي مصري.
- 2019 - عمر أبو ليلى، فدائي فلسطيني.
- 2021 -
  - محمد علي الصابوني، عالم مسلم سوري.
  - عبدالوهاب خليل، ممثل مصري.
- 2022 - شهاب الدين أحمد، رئيس بنغلاديش.

## أعياد ومناسبات
- عيد تحرير طابا في مصر.
- مهرجان النار في بلنسية.

## وصلات خارجية
- وكالة الأنباء القطريَّة: حدث في مثل هذا اليوم.
- النيويورك تايمز: حدث في مثل هذا اليوم.
- BBC: حدث في مثل هذا اليوم.